# Benningen (Bajorország)
Benningen település Németországban, azon belül Bajorországban. Lakosainak száma 2208 fő (2023. december 31.).

## Népesség
A település népessége az elmúlt években az alábbi módon változott:
| Lakosok száma | 576  | 1102 | 1904 | 1761 | 2051 | 2046 | 2028 | 1999 | 2109 | 2208 |
|               | 1875 | 1950 | 1975 | 1987 | 2012 | 2014 | 2016 | 2017 | 2021 | 2023 |